# Issa Hayatou

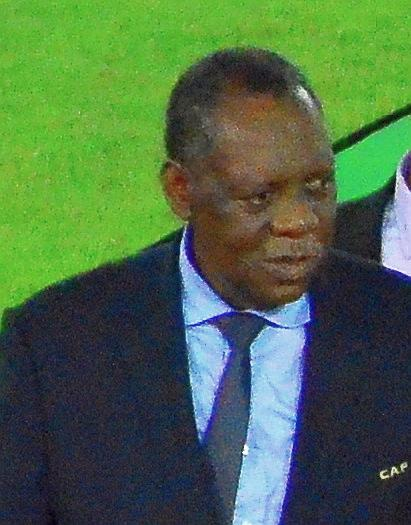
Issa Hayatou (2015)

Issa Hayatou (* 9. August 1946 in Garoua, Cameroun; † 8. August 2024 in Paris, Frankreich) war ein kamerunischer Sportfunktionär. Bis in die 1960er-Jahre war er als Sportler aktiv. Er war von 1988 bis 2017 Präsident der Confédération Africaine de Football und führte von Oktober 2015 bis Februar 2016 interimsweise das Amt des FIFA-Präsidenten.

## Werdegang
Issa Hayatou wurde 1946 in Kamerun geboren. Er begann schon früh in seiner Jugend Sport zu treiben. Er gewann im Alter von 18 Jahren als Leichtathlet Wettbewerbe in den Disziplinen des 400-Meter- und 800-Meter-Laufs. Zudem wurde er bis 1971 Mitglied der kamerunischen Basketballnationalmannschaft. In dieser Zeit nahm er auch an den All Africa Games in Brazzaville teil. Außerdem wurde er in dieser Zeit ein erfolgreicher Fußballspieler an seiner Universität.
Nachdem er sein Sportlehrerstudium abschloss, wurde er 1973 Professor an der Lycée Leclerc in Yaoundé. Ein Jahr später wurde er Generalsekretär des kamerunischen Fußballverbandes und bekleidete diesen Posten bis 1983. 1982 wurde er Direktor der Sportorganisation Kameruns im Ministerium für Jugend und Sport. Bei den Olympischen Sommerspielen 1984 in Los Angeles war Hayatou bei der Eröffnungsfeier Fahnenträger der kamerunischen Delegation. Seit 1985 war er Präsident des kamerunischen Fußballverbandes und wurde dort 1986 Mitglied des Exekutivkomitees, 1990 zudem Mitglied des FIFA-Exekutivkomitees. Seit 1992 war er Vizepräsident der FIFA. Gleichzeitig wurde er auch Präsident des Organisationskomitees der olympischen Fußballturniere der FIFA und Vizepräsident des FIFA-Ausschusses für Sicherheit und Fair Play sowie Mitglied des Fußball-Weltmeisterschaften organisierenden FIFA-Ausschusses. Nach der Suspendierung von Sepp Blatter im Oktober 2015 wurde Hayatou als Senior-Vizepräsident interimsweise neuer FIFA-Präsident bis zur Wahl Gianni Infantinos am 26. Februar 2016. 2017 wurde Hayatou als Präsident des afrikanischen Fußballverbands abgewählt.
1997 wurde Hayatou Mitglied des Ausschusses für Frauen und Sport des Internationalen Olympischen Komitees und Leiter kamerunischer Sportdelegationen bei einigen sportlichen Anlässen. 2001 wurde er schließlich Mitglied des Internationalen Olympischen Komitees. Ein Jahr später kandidierte er für das Präsidentenamt der FIFA, verlor aber gegen Sepp Blatter. Am 3. November 2007 wurde Hayatou ein Ehrengrad von der technischen Hochschule Ladoke Akintola in Ogbomosho (Oyo) in Nigeria zugesprochen.
Für den widerrechtlichen Verkauf von TV-Rechten wurde der 72-Jährige im November 2018 zu einer Strafe von umgerechnet fast 25 Millionen Euro verurteilt.

### Privates
Hayatou war Vater von vier Kindern und lebte mit seiner Ehefrau in Yaoundé in Kamerun. Sein Bruder Sadou Hayatou war von 1991 bis 1992 Premierminister von Kamerun.